# Eusarsiella spinosa
Eusarsiella spinosa är en kräftdjursart som först beskrevs av Louis S. Kornicker och Wise 1962.  Eusarsiella spinosa ingår i släktet Eusarsiella och familjen Sarsiellidae. Inga underarter finns listade i Catalogue of Life.